# Еркимбеков, Серик Жексембекович
Серик Жексембекович Еркимбеков (каз. Серік Жексембекұлы Еркімбеков; род. 3 апреля 1958, Алма-Ата) — советский и казахстанский композитор, заслуженный деятель Республики Казахстан 1996), профессор.

## Биография, творчество
Происходит из рода жалайыр Старшего жуза.
Окончил Алматинскую государственную консерваторию им. Курмангазы (1981).
Председатель правления Союза композиторов Казахстана (1998—2007), заведующий кафедрой «Композиции и оперно-симфонического дирижирования» Алма-Атинской государственной консерватории им. Курмангазы (1999—2003), 1-й проректор, заведующий кафедрой «Композиции и оперно-симфонического дирижирования» Казахского национального университета искусств (2005—2015), художественный руководитель ГКО «Qazaqconcert» (2016—2018гг.), советник директора ГКО «Qazaqconcert» им.Розы Баглановой (с 2018 г.).
aвтор балетов: «Вечный огонь»(балет-оратория,1985, нов.редакция — 2010), «Минарет»(2000), симфонии «Шакарим» (2010, нов.редакция-2015), Концерта для фортепьяно с оркестром (1981), мюзикла «Дом твоей мечты»(2011), сюита из балета «Вечный огонь» для скрипки и симфонического оркестра, «Отан таңы»(Утро родины) для ансамбля скрипачей, виолончелистов и фортепиано; оркестрового аллегро « Алтын-арка», симфонической картины «Голубой минарет», инструментальных пьес«Әлем қуанышы»(для домры и народного ансамбля),«Folk dance» (для камерного оркестра), хореографических номеров(«Шолпы»,«Гаухар білезік»,«Гульдер»,«Тас Аруах»(The Idol) и др.),                                                             фортепианных пьес «Жер дауысы», «Толғау», «Прелюдия»,«Утро моей земли», «Magic world», «Romantic prelude», «Mountain lake», для арфы - «Прелюдия», переложения «Толғау», «Гаухар»;
песен «Дархан дала»(сл С.Мауленова), «Жер-Аспан»(сл.М.Айтхожиной), «Отаным»(сл.Ш.Валиханова), «Өмір желі» (сл.автора),«Шат көңіл» (сл.Б.Тәжібаева) и др.;                                         
джазовых композиций «Көңіл»,«Piece in jazz-rock»,«Джаз толқынында», цикл импровизаций.
Написал музыку к фильмам: «Дом у солёного озера» (реж. А. Ашимов, И. Вовнянко, 2004); «Прогулки по Алма-Ате», «Орден Андрея Первозванного»,«Скажи мне,кто твой друг»              (реж. А. Головинский, 2000), к сериалу «Қазына» (реж. А. Райбаев, 2014);                                                                                                                                                                                                                                                музыка к спектаклям «Дананың мұңы» (к 150-летию Абая Кунанбаева, реж. Б. Преображенский), 
«Заманақыр»(О. Сулейменов, Б. Мукай, реж. Р. Сейтметов),«Анасын аңсаған қыз» (Д. Исабеков), «Страсть скифа» (О. Сулейменов, Б. Габдуллин, реж. Б.Преображенский), «Миғұла терісі үстіндегі сот» (М. Шаханов, Ч. Айтматов, реж. Н. Жақыпбаев), «Шолпанның күнәсі» (Ә.Тарази, М.Жұмабаев, реж. Қ.Сүгірбеков), «12-я ночь»(У. Шекспир), «Волшебные кольца Альманзора» (Т.Габбе, реж.Г.Ефимова),«Дочь степи-кюйши Дина» (Ф. Унгарсынова, реж.Н. Джуманиязов).